# Biotit
Biotit je pogost plastnat silikatni mineral (filosilikat) iz skupine temnih sljud s približno kemijsko formulo K(Mg,Fe)3AlSi3O10(F,OH)2. Biotit se po sklepu Mednarodne mineraloške zveze (IMA) od leta 1999 ne obravnava kot samostojen mineral, ampak kot člen v nizih trdnih raztopin z železovim  končnim členom annitom in magnezijevim končnim členom flogopitom. Med z aluminijem bogate končne člene spada siderofilit. Včasih so ga imenovali tudi črna ali železova sljuda, ki je nasprotje bele sljude - muskovita. V isti kamnini sta lahko istočasno prisotna oba minerala.
Mineral  kristalizira v monoklinskem kristalnem sistemu. Železo, magnezij, aluminij, silicij, kisik in vodik tvorijo ravne ploskve, ki so med seboj šibko povezane s kalijevimi ioni.  Takšna struktura daje biotitu značilen videz, razkolnost in optične lastnosti. 
Ime je dobil po francoskemu fiziku Jean-Baptistu Biotu (1774-1862), ki je preučeval  optične lastnosti sljud in odkril nekaj njihovih  edinstvenih lastnosti.

## Lastnosti
Biotit ima podobne lastnosti kot drugi sljudni minerali: zelo popolno osnovno razkolnost in elastično  lamelasto strukturo, ki se zlahka lušči. Kristalizira v monoklinskem kristalnem sistemu s ploščičastimi do prizmatičnimi kristali z jasnimi pinakoidnimi zaključki. Ima štiri prizmatične in dve pinakoidni ploskvi in tvori psevdoheksagonalne kristale. Lom je neraven in zaradi popolne razkolnosti težko prepoznaven. Barva je zelenkasta do rjava ali črna. Barva preperelega biotita je lahko tudi rumena. Lahko je prozoren do neprozoren, ima steklast so bisern sijaj in sivo do belo barvo črte. Veliki kosi biotita imajo zaradi listnate strukture pogosto videz knjige.

## Nahajališča
Biotit se pojavlja v zelo različnih magmatskih in metamorfnih  kamninah in okoljih in je bistven mineral v nekaterih različkih lamprofirja. Priložnostno se ga najde v velikih cepljivih kristalih, predvsen pegmatitskih žilah v Novi Angliji, Virginiji in Severni Karolini.  Biotit je pomembna sestavina mnogih metamorfnih škriljevcev.
V Sloveniji se biotit najde na Kranjski rebri, Pohorju in Strojni.
Največji dokumentirani monokristali biotita so bile 7 m2 velike plošče, ki so jih odkrili v Ivelandu na Norveškem.  

## Uporaba
Biotit se pogosto uporablja pri kalij-argonskem ali argon-argonskem datiranju nastanka kamnin. Argon namreč pri visokih temperaturah zlahka uhaja iz biotitove kristalne strukture. Metodi sta za mnoge kamnine uporabni samo za določanje minimalne starosti. Uporaben je tudi za ugotavljanje temperaturne zgodovine metamorfnih kamnin, ker je delitev železa in magnezija med biotitom in granatom občutljiva na temperaturo. 
Biotit nima nobene praktične uporabnosti.